# Constantin cel Mare
Gaius Flavius Valerius Aurelius Constantinus (n. 27 februarie 272 d.Hr., Naissus, Imperiul Roman – d. 22 mai 337 d.Hr., Nicomedia, Imperiul Roman), cunoscut sub numele Constantin cel Mare (greacă: Κωνσταντῖνος ὁ Μέγας) sau Constantin I, a fost Împărat Roman între 306 și 337. Din 324, el a condus ca împărat unic.
Numele sale de referință sunt: Imperator, Caesar, Flauius, Valerius, Aurelius, Constantinus, Pius, Felix, Inuictus, Augustus, Germanicus Maximus, Sarmaticus Maximus, Gothicus Maximus, Medicus Maximus, Britannicus Maximus, Arabicus Maximus, Adiabenicus Maximus, Persicus Maximus, Armeniacus Maximus, Carpicus Maximus.
Constantin I a dus o politică militară, religioasă și economică profund reformatoare, care i-a permis să reunească sub unica sa autoritate un Imperiu Roman slăbit și divizat. S-a debarasat de împărații Maxentius în 312 (Bătălia de la Podul Milvius) și Licinius în 324 (bătălia de la Adrianopole). Domnia sa a văzut stabilirea libertății religioase individuale, care a pus capăt persecuțiilor creștinilor (Edictul de la Milano, 313).
A pus provizoriu capăt disensiunilor dintre Bisericile Răsăritene convocând Primul sinod de la Niceea (325), și și-a afirmat autoritatea în domeniul religios. A instaurat o monedă stabilă (Solidus, în 312), a dezvoltat administrația centrală, a apărat frontierele Imperiului contra atacurilor francilor, alamanilor, sarmaților, goților și sassanizilor. A fondat, în 330, o nouă capitală cu numele său, Constantinopol (actualul Istanbul).
Reformele sale au favorizat din plin avântul Creștinismului, spre care s-a întors treptat, devenind unul dintre sfinți pentru Biserica Ortodoxă și Greco-Catolică. Este considerat în ortodoxie ca având statut echivalent apostolilor (în greacă ισαποστολος, „izoapostolic” sau „întocmai cu apostolii”).

## Tinerețea și venirea la putere

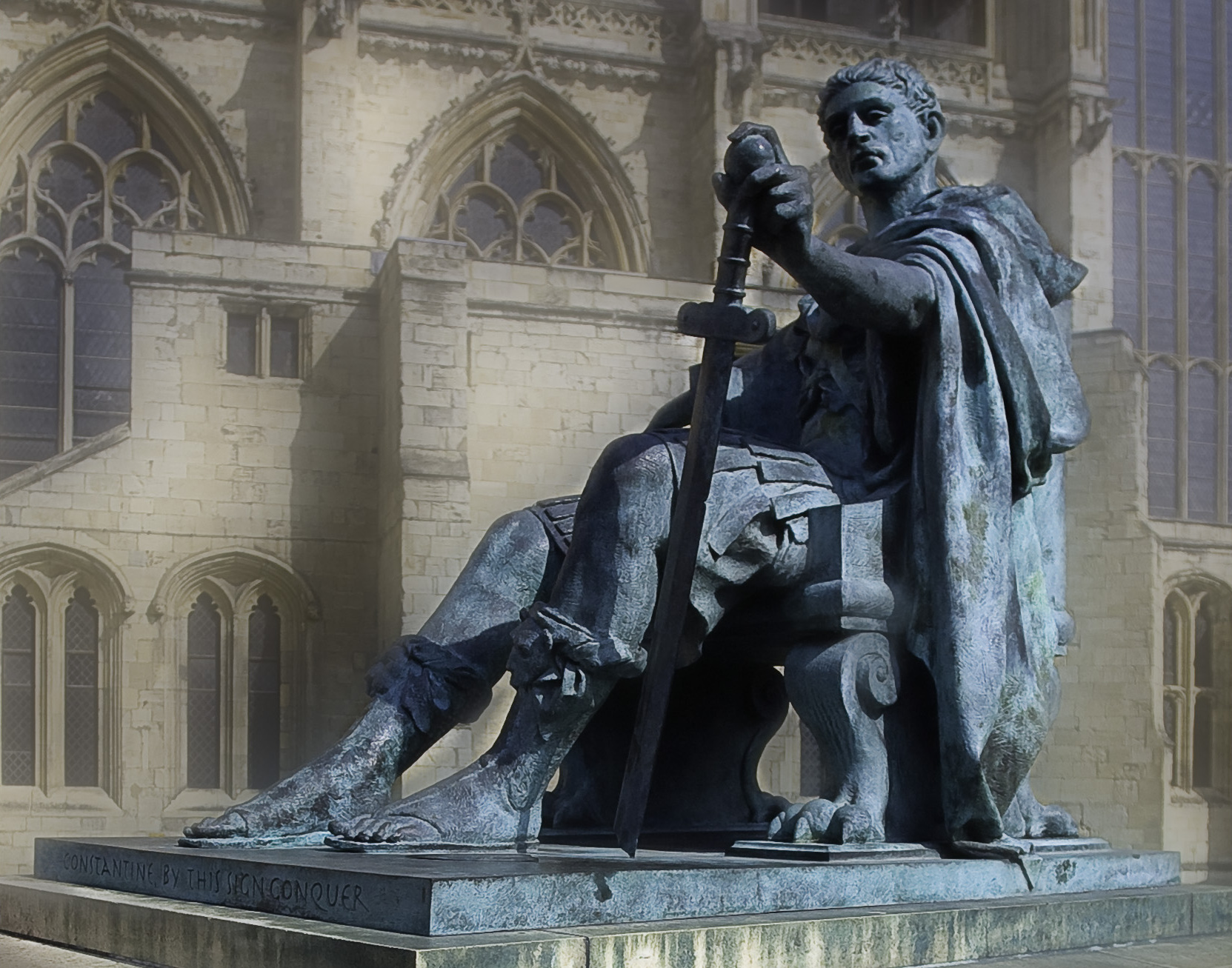
Statuia lui Constantin cel Mare, la York, oraș unde a fost proclamat împărat, în iulie 306.

Constantin I cel Mare s-a născut la Naissus, în provincia romană Dacia Mediterranea , fiind fiul generalului Constantius Chlorus (viitorul împărat Constantius I, de origine iliră) și al Helenei.
Tatăl său, Constantius Chlorus, în 271-272, sub împăratul Aurelian, a fost membru al protectores (militari superiori în slujba împăratului) în estul Imperiului Roman, iar ulterior a ajuns tribun. În 284-285 a fost praeses (guvernator de provincie subordonat unui consularis) al Dalmației. A fost prefectul pretorian al împăratului Maximian în 288-293. La 1 martie 293, a fost promovat la rangul de Caesar.
În 305, după abdicarea lui Dioclețian și Maximian, Constantin se alătură tatălui său, în partea apuseană a imperiului. La moartea lui Constantius I, la Eburacum, în Britannia (25 iulie 306), Constantin este proclamat împărat de către armată. În aceste împrejurări, Galerius, personalitatea dominantă a celei de-a doua tetrarhii, îl proclamă pe Flavius Severus augustus al Occidentului și îl acceptă pe Constantin, caesar. Pentru moment, Constantin a acceptat, dar pacea și a treia tetrarhie nu aveau să dureze prea mult. La Roma, pe 28 octombrie 306, Maxentius, fiul lui Maximian, a fost proclamat împărat, iar Maximian care se retrăsese, se întoarce pentru a pretinde puterea. În condițiile destrămării tetrarhiei, la conferința de la Carnuntum (11 noiembrie 308), Constantin este recunoscut oficial caesar în Apus, iar Maxentius este declarat uzurpator.
În înțelegere cu Licinius, noul augustus al Occidentului, Constantin ocupă Spania (310), apoi pătrunde cu armata în Italia, înfrânge forțele lui Maxentius la Torino, Verona și în bătălia decisivă de la Podul Milvius de lângă Roma, în care Maxentius își găsește moartea (312). Astfel, toate provinciile occidentale ale imperiului sunt reunite sub autoritatea sa.

## Convertirea lui Constantin

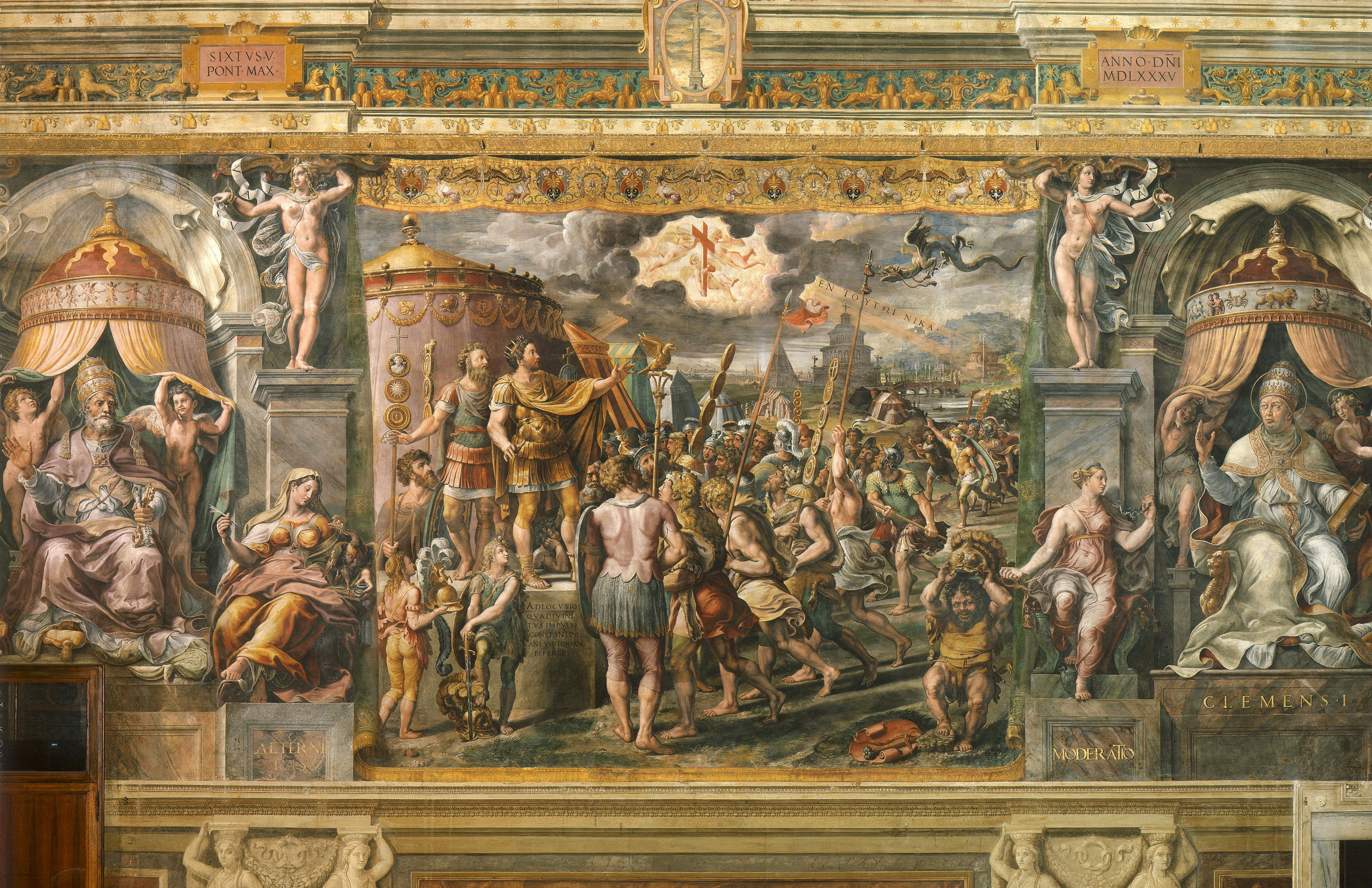
Viziunea Sfintei Cruci

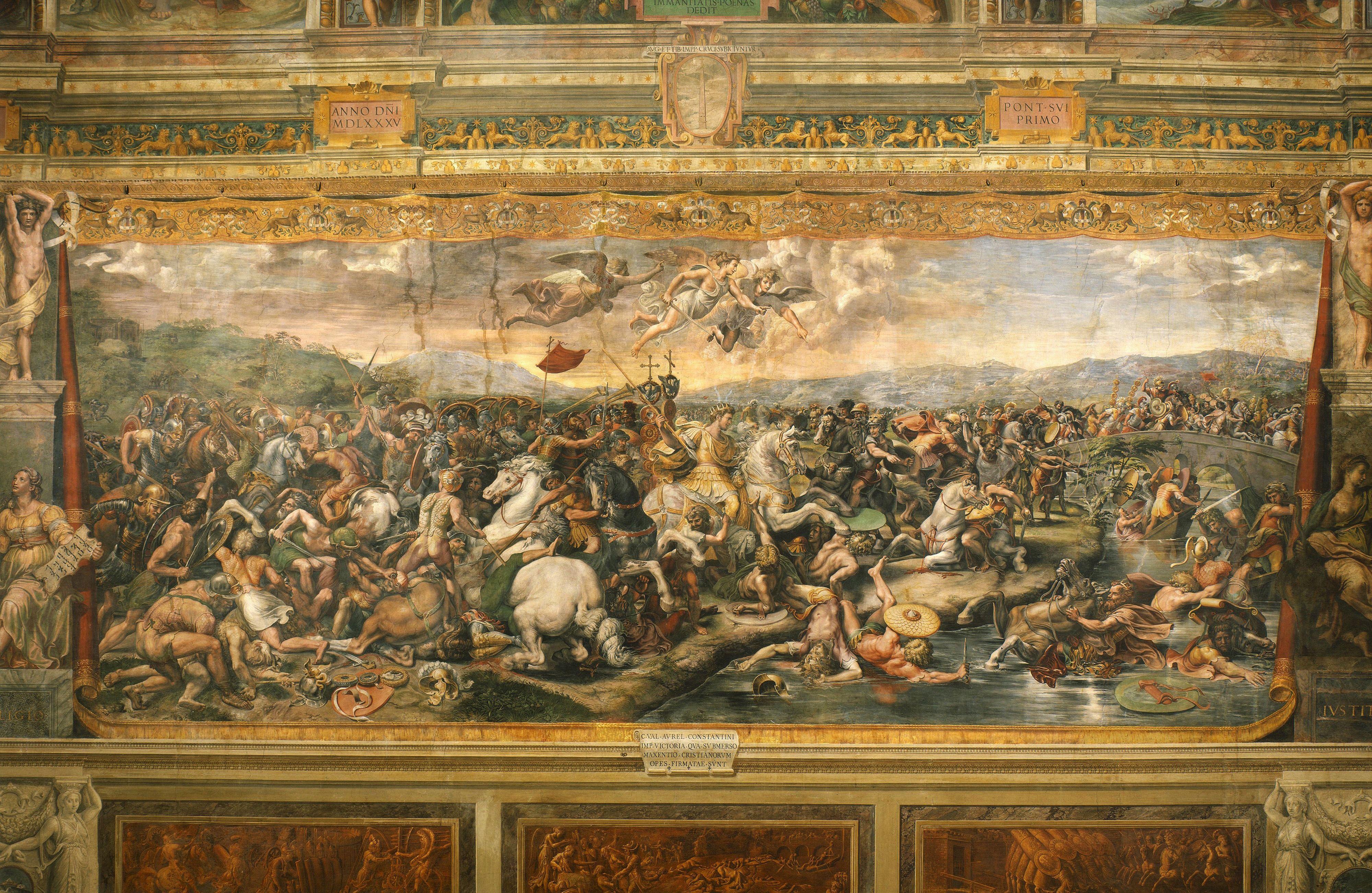
Bătălia de la Podul Milvius, între Constantin și Maxențiu

Înainte de a veni el la putere, împăratul Galerius a pus capăt persecuțiilor creștinilor în teritoriile sale, apoi Constantin impunând nu numai toleranță, ci și restituirea bunurilor creștinilor. Dar Constantin nu era pregătit să devină creștin. Monedele bătute în această perioadă, dovedesc devoțiunea sa față de Marte, apoi din ce în ce mai mult față de Apollo, venerat ca Sol Invictus. La scurt timp după cucerirea Romei, Constantin le-a trimis episcopului de Cartagina și proconsulului Africii niște scrisori din care reieșea faptul că el susținea religia creștină, subvenționa Biserica creștină din fonduri publice, scutea clerul de obligații publice și se considera slujitorul lui Dumnezeu.
În 312, Constantin „a trecut la credința creștină” și a continuat să dețină funcția Pontifex Maximus funcție care permitea conducerea religioasă, pe care o avuseseră toți cei cărora li se atribuise titlul de „Caesar”, adică conducător al statului roman și al religiei, bineînțeles păgâne, funcție deținută de toți Caesarii, inclusiv cei de dinainte de Hristos.
În urma întrevederii dintre Constantin și Licinius de la Mediolanum (februarie–martie 313) este promulgat „Edictul de la Milano”. Textul acestui edict este dat de Lactanțiu în latină și de Eusebiu de Cezareea în greacă. De fapt, este o scrisoare adresată de Licinius guvernatorilor provinciilor controlate de el, prin care le cerea să înceteze orice persecuție asupra creștinilor, iar proprietățile confiscate de la aceștia să fie imediat returnate. Scrisoarea nu consfințea creștinismul ca religie de stat și nici nu-l angaja personal pe Licinius în credința creștină.
Prin „Edictul de la Milano” (313) dat de împăratul Constantin cel Mare și cu „Edictul de la Tesalonic” (380) al împăratului Teodosie (346–395), creștinismul a reușit să devină o realitate mai întâi tolerată, iar mai apoi constituțională a Imperiului Roman. Tradiția a reușit să împământenească chiar și în cultura laică ideea că Edictul de la Milano, proclamat de Constantin și Licinius este actul prin care s-a instituit toleranța față de cultul creștin, dar monografiile istorice precizează că Galerius a emis un edict de toleranță în 311:
„Tot atunci, situația creștinilor în Imperiu avea să se schimbe cu totul, fără vreo intervenție în acest sens din partea lui Constantin. Adevăratul edict de toleranță a fost emis în 311, de Galerius. El proclama recunoașterea creștinismului ca religie și dădea creștinilor dreptul de a se întruni, sub condiția de a nu tulbura ordinea publică; în schimb, creștinii aveau datoria să se roage zeului lor pentru prosperitatea împăratului și a statului roman. Explicația emiterii acestui edict, surprinzător dacă ne gândim că mai înainte de anul 311, Galerius îi persecutase cu asprime pe creștini, trebuie căutată, poate, în starea de derută în care acesta se găsea în acel moment, atins fiind de o boală necruțătoare, de pe urma căreia avea să și moară în scurtă vreme: este de crezut, de asemenea, că romanii începuseră să se sature de atâtea persecuții, vădit zadarnice, împotriva creștinilor. Oricum, adevăratul edict de toleranță este cel al lui Galerius, iar tradiția care stăruie să-i transfere meritul asupra așa numitului - în chip impropriu, cum vom vedea - «edict din Milan» nu este conformă cu realitatea.”—Paul Lemerle, Istoria Bizanțului

## Conflictul cu Licinius

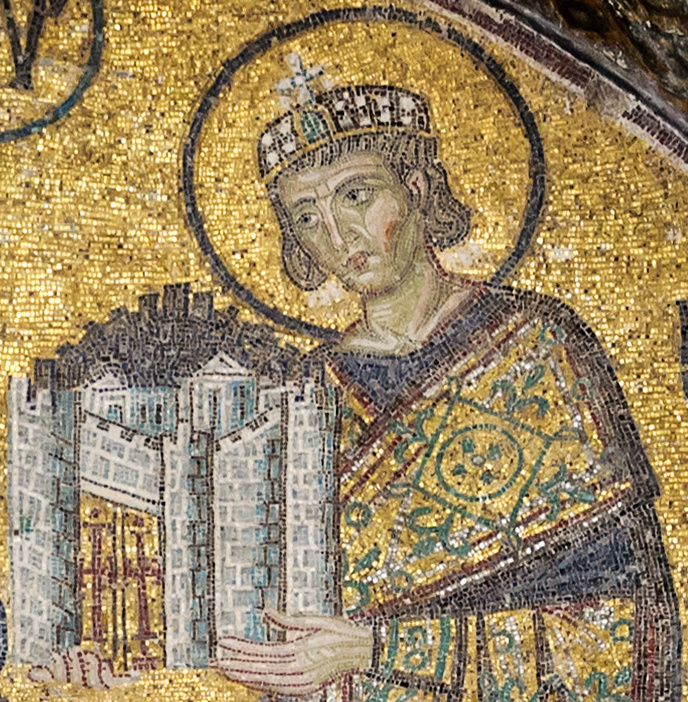
Împăratul Constantin I prezentând Fecioarei Maria un model al Constantinopolului; detaliu al unui mozaic de la intrarea de sud-vest a vechii bazilici Sfânta Sofia (Hagia Sophia) din Constantinopol, azi Istanbul, Turcia.

Relațiile dintre cei doi împărați au început să se tensioneze, astfel, în 316, se declanșează un prim război civil. Constantin obține o victorie în bătălia de la Cibalae (Pannonia). Înțelegerea care s-a încheiat între cei doi prevedea ca Licinius să-i cedeze lui Constantin toate provinciile sale est-europene cu excepția Traciei, păstrându-și însă poziția de augustus. Pe 1 martie 317, la Serdica (astăzi, Sofia), Constantin a anunțat numirea a trei caesari: fiul său Crispus în vârstă de 12 ani, fiul său Constantin, de 6 luni și fiul lui Licinius, Licinianus, care avea 1 an și 8 luni. După 320, Licinius sprijinit de cercuri păgâne din Orient, inițiază o politică anticreștină, în timp ce Constantin se apropie tot mai mult de pozițiile bisericii creștine. 
În noul război civil care izbucnește în 324, Licinius este înfrânt în două mari bătălii, la Adrianopol (3 iulie) și Chrysopolis în Asia Mică (26 septembrie), este capturat și executat anul următor la Tesalonic.

## Guvernarea lui Constantin

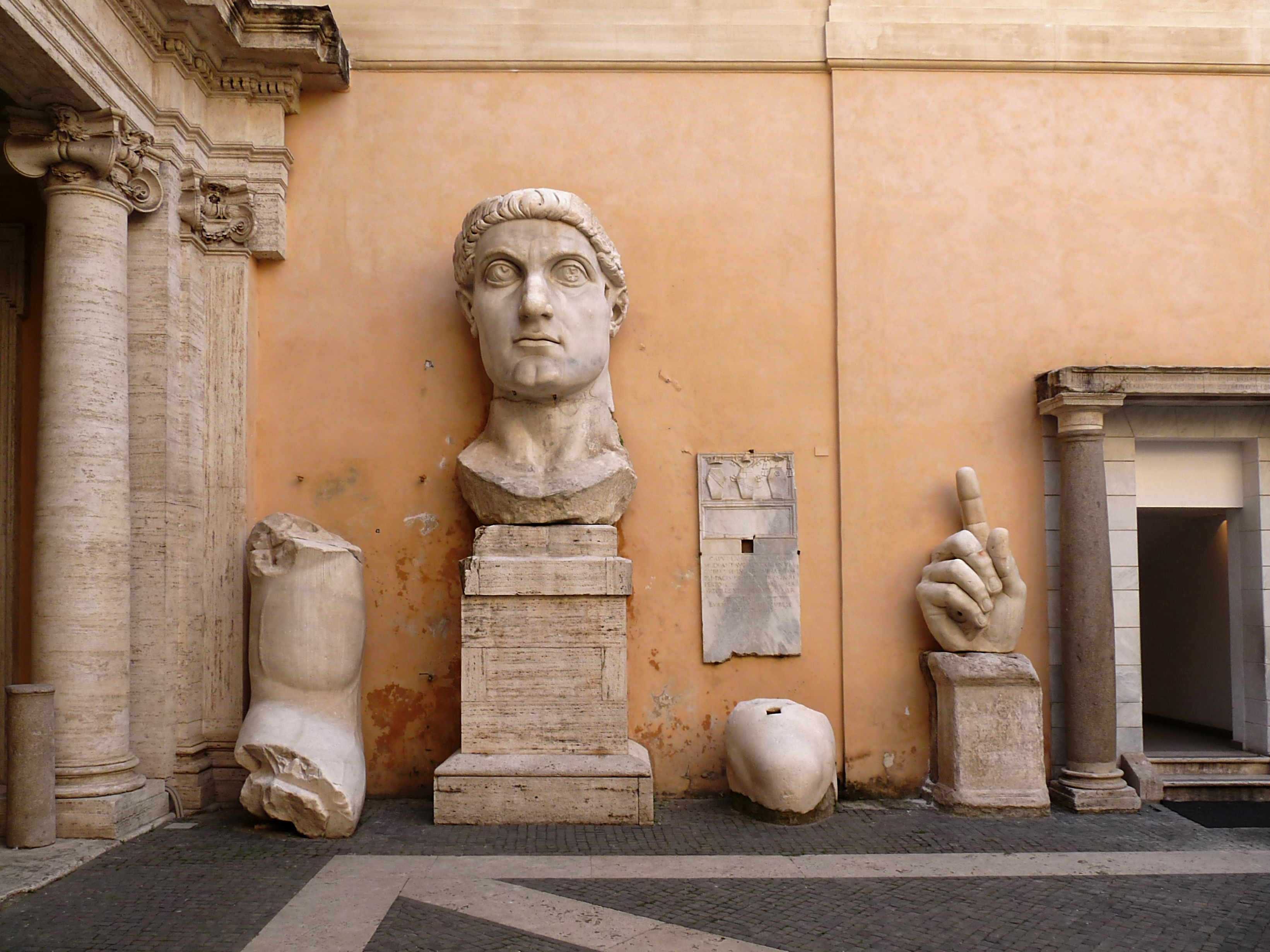
Piese din statuia uriașă a lui Constantin cel Mare, la Musei Capitolini, din Roma (în italiană: Colosso di Costantino).

Imperiul Roman este astfel reunificat și supus autorității unui unic împărat, situație politică nemaiîntâlnită din anul 285. Constantin, care se revendica drept alesul pe pământ al divinității unice, abandonează politeismul tetrarhiei în favoarea monoteismului creștin. Principiul adopțiunii viitorilor împărați este înlocuit cu cel al eredității dinastice. Constantin a continuat și a desăvârșit toate reformele inițiate de împăratul Dioclețian. Numărul provinciilor romane este ridicat la 117, grupate în 14 dioceze și 4 prefecturi (Orient, Illyricum, Italia și Galia). Prin crearea unei noi monede de aur (solidus-ul) este abandonată politica economică a principatului - care era bazată pe argint-, în favoarea aurului, care devine baza sistemului monetar imperial roman.
Armata se împarte acum definitiv în trupe de graniță (limitanei) și trupe de campanie (comitatenses). Din inițiativa lui Constantin este inaugurat în 328, între Sucidava și Oescus, un pod peste Dunăre, care reflectă importanța dobândită de regiunile nord-dunărene pentru imperiu. Prin campaniile sale la frontiera Dunării, recuperează o parte din teritoriile Daciei (care fusese părăsită de legiunile împăratului Aurelian). Teritoriul reocupat în Dacia este apărat de valul (limes) cunoscut astăzi sub denumirea de Brazda lui Novac, care pornea de la gura Topolniței și trecea pe sub dealuri pe lângă Drobeta, Drăgășani, pe la Castrul roman de la Pietroasele, aproape de Buzău, continua apoi cu sudul Moldovei până la Nistru (valul de pământ numit uneori și valul lui Athanaric) Cu această ocazie, Constantin și-a adăugat și titlul de Dacicus Maximus.
Pe plan religios, în 325 Constantin a convocat la Niceea primul conciliu ecumenic al bisericii creștine, care a pus bazele dogmatice și canonice ale acestei religii, definind mai precis dogmele creștine drept răspuns la provocarea reprezentată de erezia arianistă. Toți episcopii prezenți s-au declarat de acord cu pozițiile teologice majore propuse de proto-ortodoxie, dat fiind că în acel moment alte forme de creștinism fuseseră „deja excluse, suprimate, reformate sau distruse”. Deși proto-ortodocșii câștigaseră disputele anterioare, în urma definirii mai precise a ortodoxiei creștine ei au fost învinși în secolele al IV-lea și al V-lea de succesorii lor cu propriile lor arme, fiind în cele din urmă declarați eretici, nu pentru că ar fi combătut idei privite drept corecte, ci pentru că poziției lor îi lipseau precizia și rafinamentul teologic cerut de împăcarea unor teze contradictorii acceptate simultan de teologi.
Despre Constantin se crede că a exilat pe cei care au refuzat să accepte Crezul de la Niceea — pe Arius, diaconul Euzoios, episcopii libieni Theonas de Marmarica și Secundus de Ptolemais — si de asemenea pe episcopii care semnaseră Crezul dar refuzaseră să se alăture condamnării lui Arius, Eusebiu de Nicomidia și Teognis de Niceea. Împăratul a ordonat să fie arse exemplarele din Thalia, cartea în care Arius și-a exprimat învățăturile. Totuși, nu există dovezi să fi fost exilat fiul și succesorul său final, Constanțiu al II-lea, care era creștin arianist.
Deși era hotărât să păstreze ceea ce biserica a definit la Niceea, Constantin dorea de asemenea pacificarea situației și a devenit ulterior mai tolerant cu cei condamnați și exilați de conciliu. Mai întâi i-a permis lui Eusebiu de Nicomidia, care era protejatul sorei împăratului și lui Teognis să se întoarcă după ce au semnat mărturisiri de credință ambigue. Cei doi prieteni ai lui Arius, plus alți prieteni ai săi, au lucrat la reabilitarea lui Arius. La Primul Conciliu de la Tir din 335, ei i-au adus acuzații Papei Atanasie I al Alexandriei, pe atunci episcop de Alexandria, principalul oponent al lui Arius; după aceasta Constantin l-a exilat pe Atanasie deoarece îl considera obstacol în calea reconcilierii. În același Conciliul de la Ierusalim, sub conducerea lui Constantin, l-a readmis în comuniune pe Arius în anul 336. Totuși Arius a murit pe parcursul călătoriei către Constantinopol. Unii istorici au sugerat că Arius ar fi fost otrăvit de dușmanii săi. Eusebiu și Teognis s-au bucurat în continuare de favorurile împăratului, iar când Constantin, care a fost catehumen cea mai mare parte a vieții sale adulte, a acceptat botezul pe patul de moarte, fiind botezat de Eusebiu de Nicomidia.

## Constantinopol - noua capitală, noua Romă

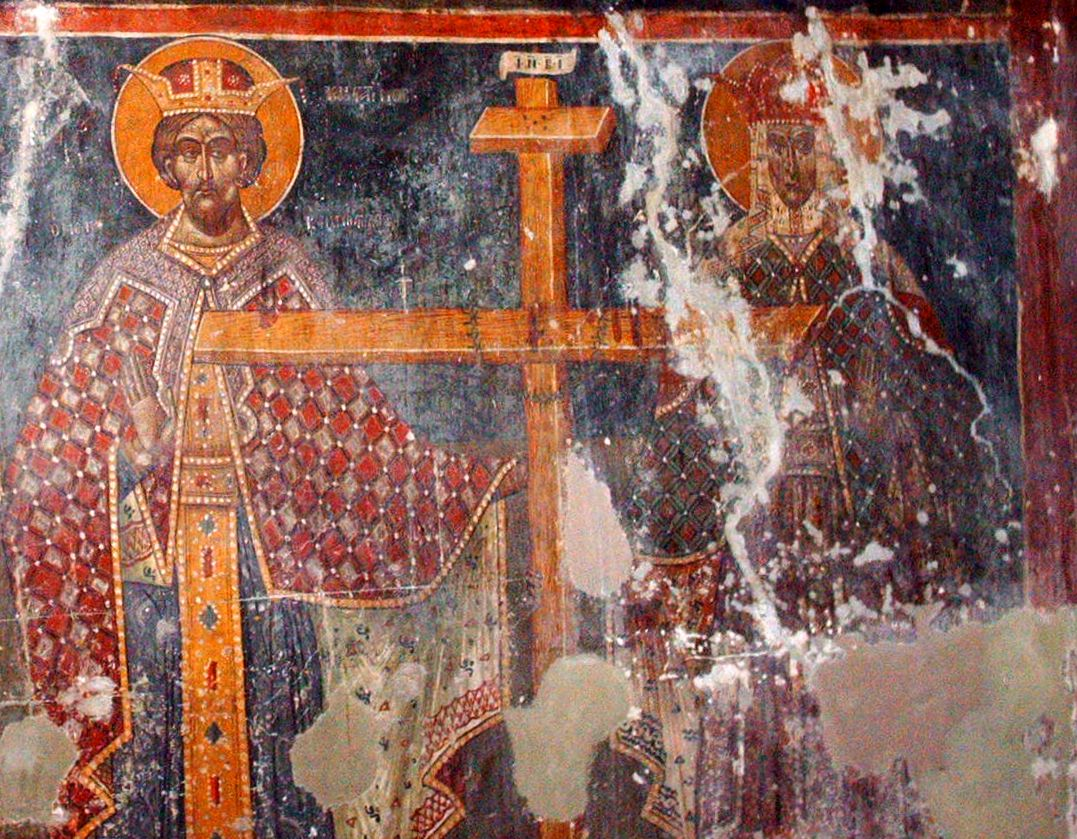
Împăratul Constantin cel Mare și mama sa Elena, împreună cu relicva Sfintei și Adevăratei Cruci în Ierusalim; frescă pictată în Biserica Sf. Maria din Vlaherna, Berat, Albania, în a doua jumătate a secolului al XVI-lea.

Constantin a luat hotărârea de a restaura Byzantionul și de a face din el capitala imperiului. În noiembrie 324, a stabilit în mod oficial hotarele noului său oraș, mutându-le cu circa 4 km în afară și mărind cam de 4 ori suprafața sa. Noul oraș a devenit un centru al creștinismului, reședința unui patriarh, comparabil ca dimensiuni cu Roma, Alexandria sau Ierusalimul. „Noua Romă” a moștenit instituțiile politice ale vechii Rome, dar și tradiții culturale ale Răsăritului grec.
Construirea și popularea noului oraș s-au desfășurat foarte rapid. Noile ziduri au fost terminate în 412. La fel ca și Roma, orașul e construit pe 7 coline și împărțit în 14 districte administrative. Există și aici un Senat; membrii săi aveau însă ranguri inferioare senatorilor din Roma, fiind numiți clari (remarcabili) și nu clarissimi (deosebit de remarcabili). În perimetrul ocupat acum de Moscheea Sultanului Ahmet (Moscheea Albastra), Constantin a construit palatul imperial. Hipodromul a fost mărit la o capacitate de 50.000 de locuri. Constantin a început și construcția a doua mari biserici, Hagia Sophia (Sfânta Înțelepciune) și Hagia Eirene (Sfânta Pace).
La 11 mai 330 are loc inaugurarea oficială a Constantinopolului ca noua capitală a Imperiului Roman. Festivitățile au durat 40 de zile și s-au desfășurat pe hipodrom. Monedele bătute în acel an anunțau lumii evenimentul.

## Viața de familie

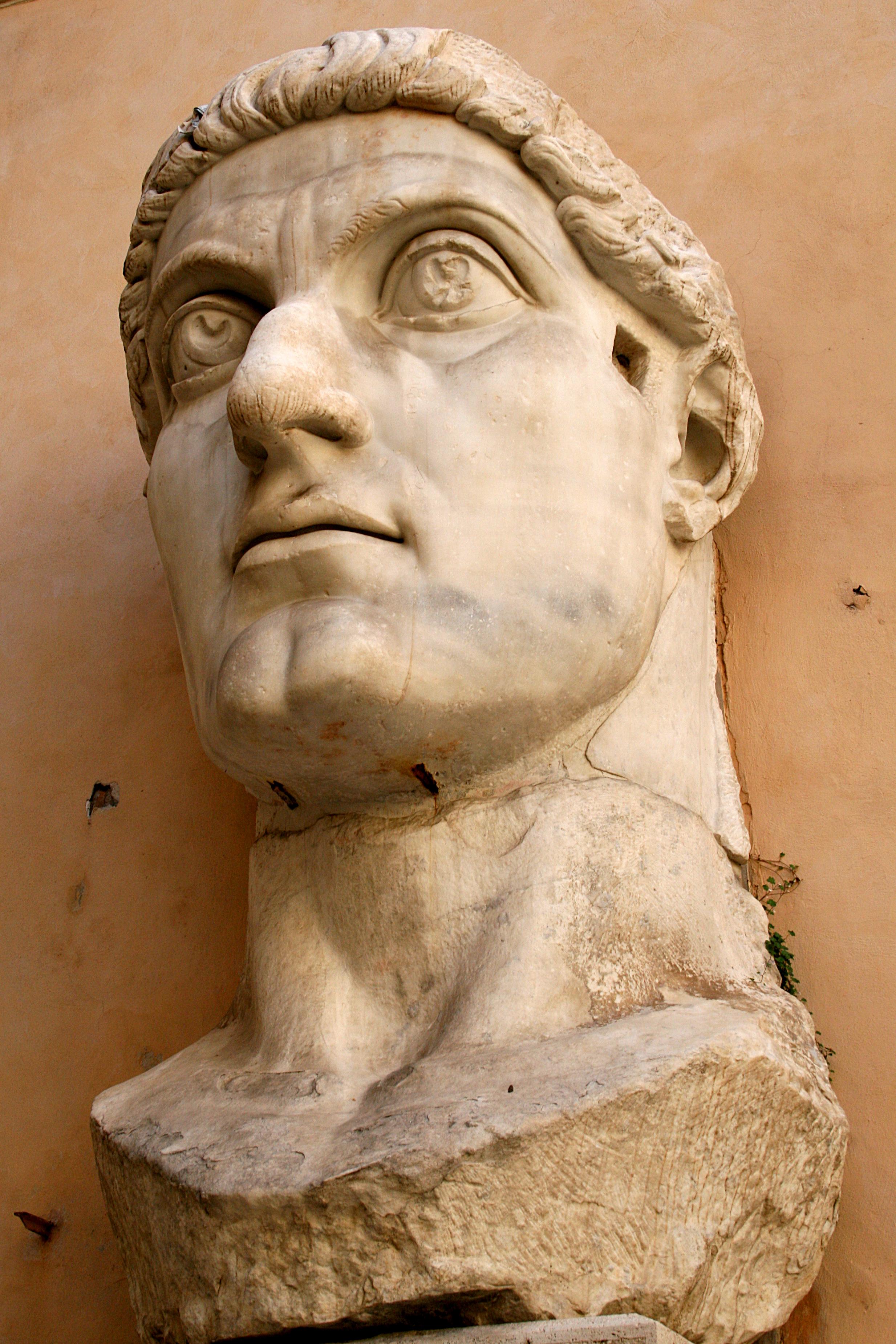
Portretul colosal din marmură al împăratului Constantin I, aflat în prezent în Muzeele Capitoline din Roma, este o sculptură romană din anii 313-324 d.Hr. Este considerat un posibil fragment dintr-o statuie figură întreagă, de aproximativ 10-12 metri, situată în Bazilica lui Maxențiu. Se remarcă prin câteva trăsături pronunțate, cum ar fi nasul acvilin, maxilarul puternic și ochii mari, tipice portretisticii oficiale a lui Constantin.

În septembrie 307 la Colonia Augusta Treverorum, azi Trier, Constantin s-a căsătorit cu fiica lui Maximian, Fausta, renunțând la iubita sa Minervina, care îi dăruise primul lui fiu, Crispus. Cu Fausta, Constantin a avut 5 copii: Constantin, Constanțiu, Constant, Constantina și Helena.
Reședința lui Constantin era orașul Augusta Treverorum, așa cum fusese și pentru tatăl său, Constanțiu și, înaintea acestuia, pentru împăratul Maximian. Aici, la Augusta Treverorum, Constantin a adus-o și pe mama sa, Helena. La sfârșitul anului 311 sau începutul lui 312, sora sa vitregă, Constanția s-a căsătorit cu Licinius.
Pe 8 noiembrie 324 Constantin și-a numit fiul Constanțiu în funcția de caesar și se pare că în aceeași zi le-a oferit rangul de augusta soției sale Fausta și mamei sale, Helena.
În anul 326 Constantin l-a ucis pe fiul său mai mare, Crispus, care a fost acuzat (pe nedrept) de adulter cu Fausta. Trebuie subliniat faptul că Crispus, ca și Fausta, rămăsese păgân, fapt ce ar fi putut crea o dușmănie între el și tatăl său. Execuția a fost săvârșită la Pietas Iulia, în Istria. În același an, dându-și seama de greșeala făcută, la scurt timp după moartea lui Crispus, Constantin a omorât-o și pe soția sa, Fausta, după o căsnicie de 19 ani, în baie. Atât Crispus cât și Fausta au primit damnatio memoriae, adică numele lor au fost șterse din inscripțiile și înscrisurile publice. Toate faptele sale au fost în concordanță cu legile și practicile romane în acea epocă.

## Ultimii ani ai lui Constantin

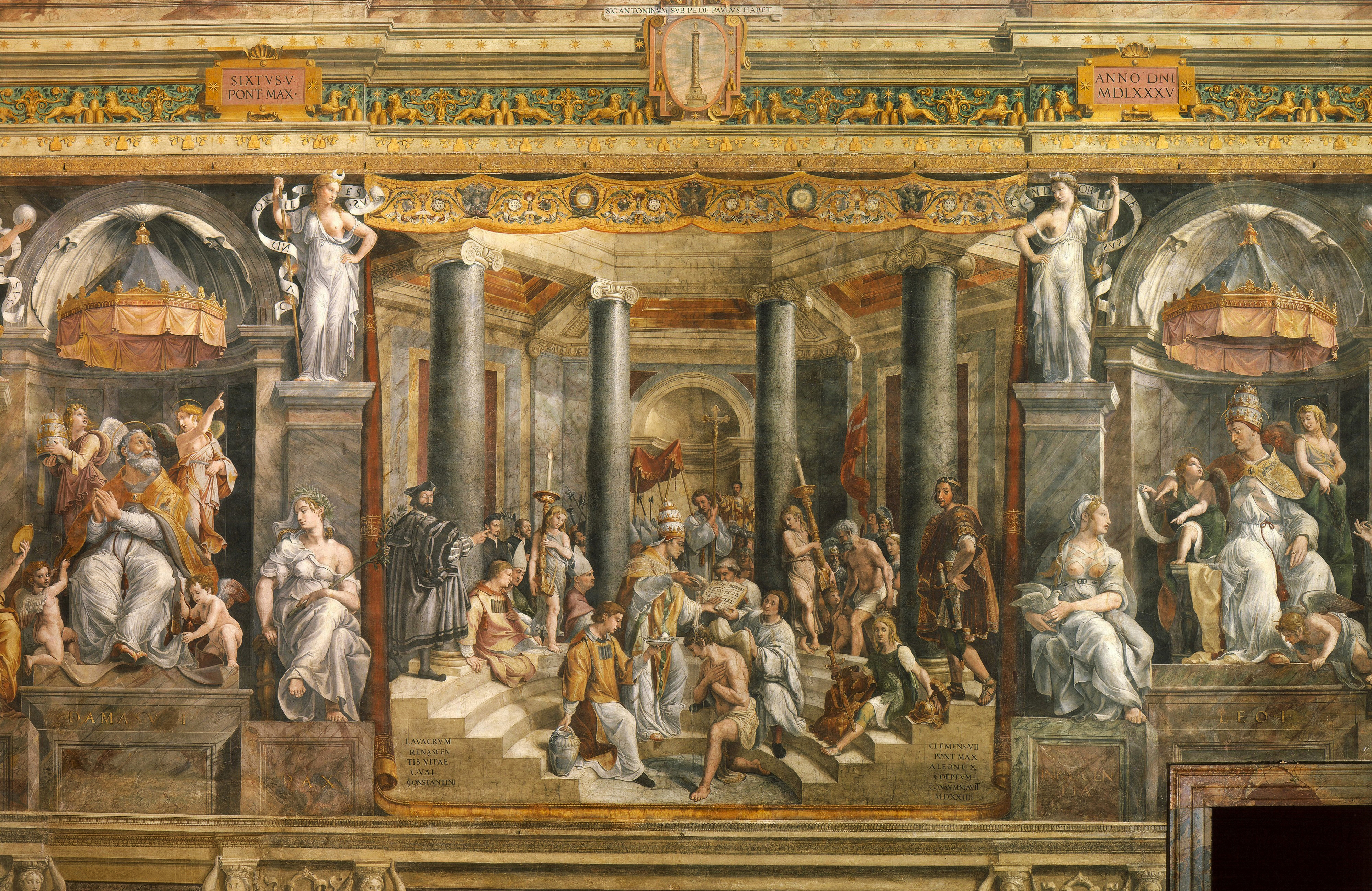
Botezul lui Constantin

Între 325 și 337 Constantin a continuat să sprijine Biserica și să folosească resursele statului pentru construirea de biserici. Micul regat Iberia (astăzi Georgia) din Caucaz a adoptat creștinismul în timpul domniei lui Constantin. În Armenia, regele Tiridate III a fost convertit la creștinism, iar regatul său a devenit oficial creștin la începutul secolului al IV-lea.
La scurt timp după Paștele din 337 (3 aprilie), Constantin a început să se simtă rău; a fost botezat de episcopul arian Eusebiu de Nicomidia, iar după botez a purtat numai veșminte albe precum ale unui neofit creștin în locul veșmintelor imperiale. Legenda botezării împăratului Constantin de către Papa Silvestru I a fost respinsă de cercetătorii istoriei bisericești, care au considerat-o un fals menit „a modifica memoria istorică a botezului arian primit de împărat la sfârșitul vieții sale și a-i atribui, în schimb, un botez inechivoc ortodox”.
În ziua de Rusalii, 22 mai, în anul 337, Constantin a murit la Nicomedia (azi Izmit) în Turcia. Trupul său a fost dus cu escortă la Constantinopol și expus pe un catafalc de onoare în Palatul imperial.
Abia pe 9 septembrie 337 împărații Constantin al II-lea, Constanțiu al II-lea și Constant și-au luat titlul de augustus, împărțind imperiul.

## Constantin în arta romană

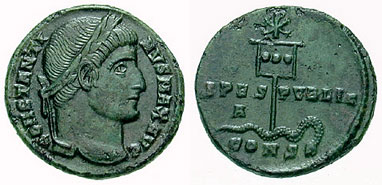
Follis emis sub Constantin cel Mare, la monetăria din Constantinopol, în anul 337: avers: CONSTANTI-NVS MAX AVG, cap laureat spre dreapta; revers: SPES PVBLICA, labarum imperial, cu trei medalioane, surmontat de Monograma lui Isus Hristos, înfipt în șarpe. În exergă: CONS. (2,97 grame)

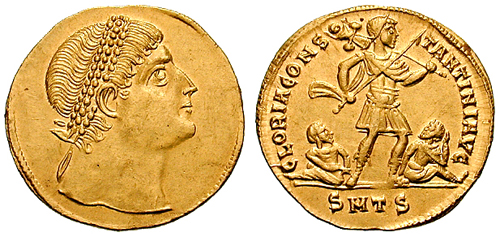
Monedă de 1 1/2 Solidus, emisă sub Constantin cel Mare; 6,83 g de aur; avers: Cap, spre dreapta, poartă drept diademă trei benzi de perle, ochii ridicați la cer; revers: circular, inscripția GLORIA CONSTANTINI AVG; în centru, spre dreapta, în picioare, Constantin ține transversal o lance, în mâna dreaptă și un trofeu peste umărul stâng, iar doi captivi la picioarele lui; jos, în exergă, inscripția SMTS, marcă a monetăriei din Salonic, anul 327

Începând cu anul 324 se observă pe monedele lui Constantin o noua imagine a chipului său. Privirea lui este acum îndreptată în sus și în depărtare; aceasta reflectă pretenția lui nu la divinitate, ci la misiunea și inspirația sa divină. De asemenea, el renunță să mai poarte coroana de lauri și adoptă diadema.
La Metropolitan Museum of Art din New York poate fi văzut un uriaș cap de marmură al lui Constantin, de trei ori mărimea naturală. A fost datat 325/326. Cea mai cunoscută asemănare cu Constantin o reprezintă uriașul cap de marmură din il cortile în Palazzo dei Conservatori de pe colina Capitoliu din Roma. Are o înălțime de 2,55 m și cântărește între 8 și 9 tone. Un portret remarcabil al lui Constantin poate fi văzut la Muzeul Național din Belgrad. Este un cap de bronz în mărime naturală care provine de la Naissus, locul de naștere al împăratului. A fost datat în circa 330. De menționat alte două statui ale lui Constantin ambele datate în circa 320, în care împăratul apare în veșminte militare. La moartea lui Constantin au fost bătute patru tipuri diferite de monede omagiale.

## Sanctificarea lui Constantin cel Mare

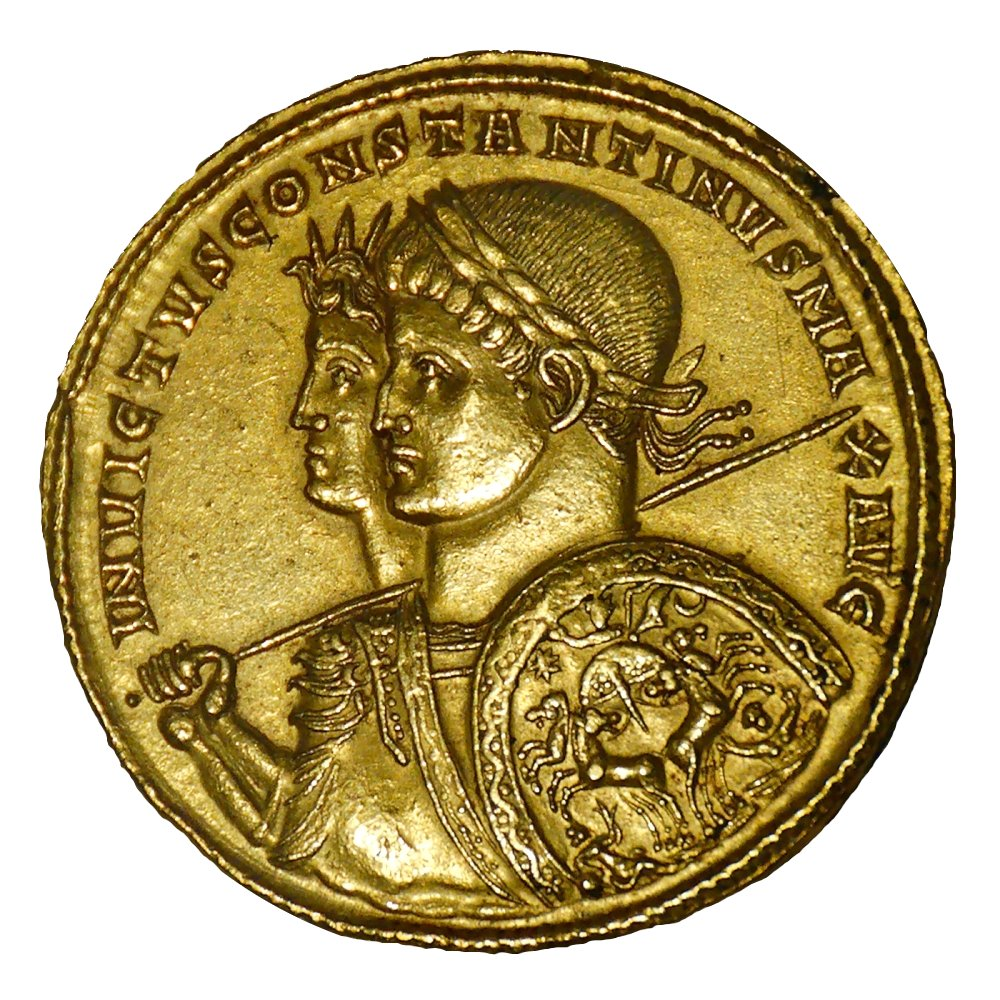
Multiplu de solidus, de 39,79 g de aur, emis sub Constantin cel Mare, la monetăria Ticinum (azi Pavia), în 313; avers: INVICTVSCONSTANTINVSMA + AVG, busturi spre stânga Constantin I, armură, scut în mâna stângă, spadă în mâna dreaptă, cap laureat și Sol Invictus, în dreapta sa

Prin botez, potrivit religiei creștine, lui Constantin cel Mare i s-au șters atât păcatul strămoșesc, moștenit de la protopărinții oamenilor, Adam și Eva, cât și celelalte păcate săvârșite până la botez.
Pentru meritele deosebite pe care le-a avut în legalizarea, sprijinirea și organizarea Bisericii creștine, Constantin cel Mare este venerat ca sfânt în Bisericile Ortodoxe, în Biserica Greco-Catolică, la data de 21 mai, odată cu Sfânta Elena, mama sa, precum și în Bisericile vechi orientale (necalcedoniene). Biserica Romano-Catolică o sărbătorește pe Sfânta Elena la 18 august. În calendarul romano-catolic, pe anii 2017, 2018, ..., 2024 și 2025, sfinții Constantin și Elena sunt amintiți pe data de 21 mai.
Constantin cel Mare este considerat în Biserica Ortodoxă ca fiind „egal al Apostolilor”, isapostolos (Ισαπόστολος Κωνσταντίνος), iar Biserica Ortodoxă Română îl numește „Sfânt Împărat, întocmai cu Apostolii”.

## Contestări contemporane
Rodney Stark, sociolog al religiei, are însă o complet altă evaluare a impactului lui Constantin asupra creștinismului:

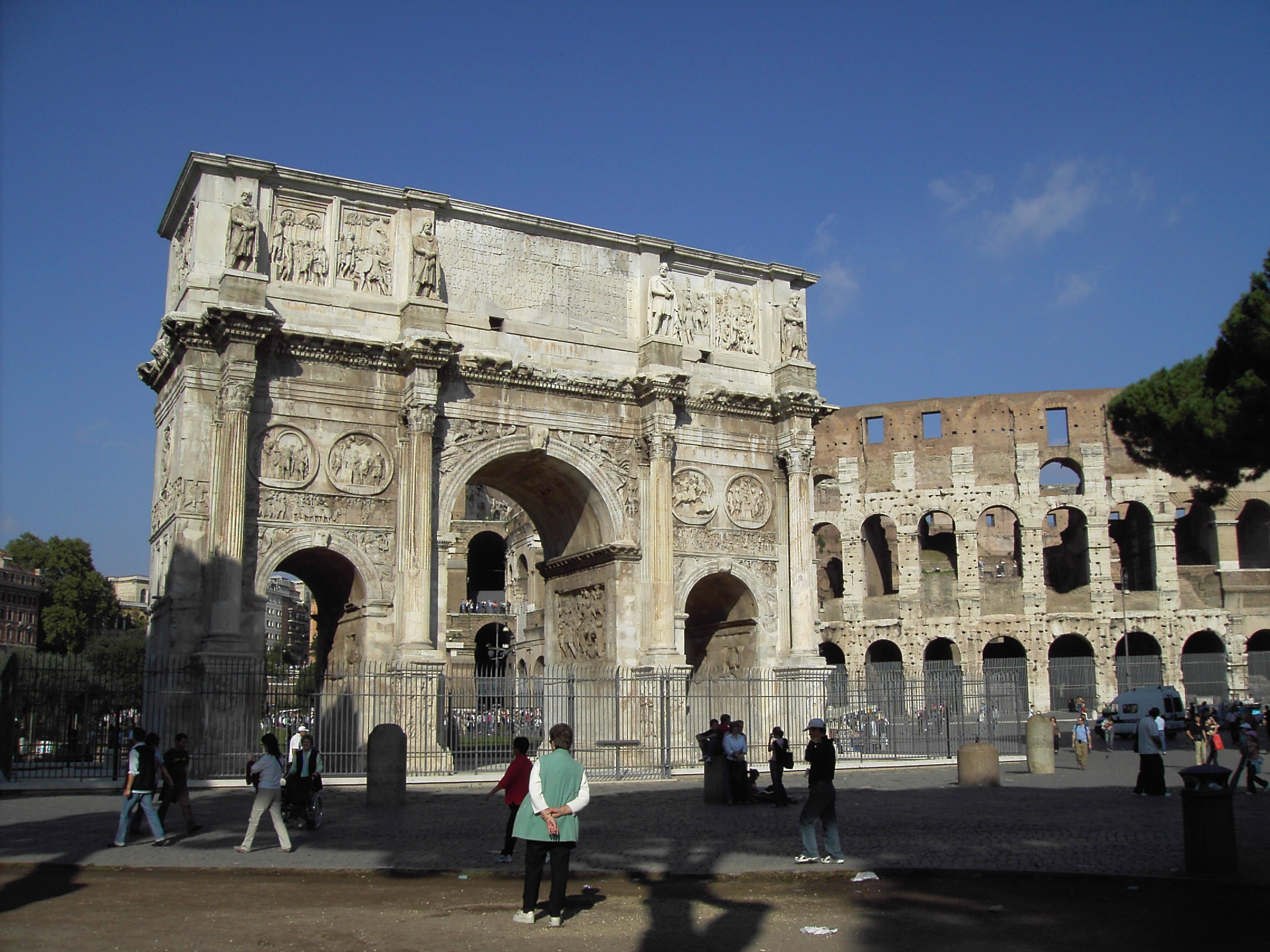
Arcul lui Constantin și Colosseumul din Roma.

„Într-adevăr, lenea și corupția, împreună cu luptele pentru putere și conformismul impus au devenit trăsăturile principale ale mișcării creștine din secolul al IV-lea, aproape imediat după ce ea a devenit biserica de stat oficială (Johnson 1976). Astfel, spre exemplu, episcopii creștini nu mai erau liderii unei secte stigmatizate, dar care creștea rapid, ci au fost «rapid asimilați drept funcționari cvasi-lumești printre mandarinii care administrau imperiul» (Fletcher, 1997, 22). Bisericile din casele oamenilor au fost înlocuite de splendide clădiri publice, întreținute prin dărnicia imperială. Contrar a ceea ce se crede îndeobște, convertirea lui Constantin nu a produs triumful creștinismului. Mai degrabă, ea a fost primul și cel mai important pas care i-a încetinit evoluția, i-a supt vlaga și i-a alterat viziunea morală. Cele mai multe rele asociate cu creștinismul european începând cu mijlocul secolului al IV-lea pot fi identificate ca izvorând din oficializarea creștinismului.”—Rodney Stark, Secularization, R.I.P.

## Contemporani
- Sfântul Marcel I, (papă din 308 până în 309)
- Sfântul Papa Eusebiu, (papă din 309 până în 310)
- Sfânt Miltiade, (papă din 311 până în 314)
- Sfântul Silvestru I, (papă din 314 până în 335)
- Sfântul Marcu, (papă din ianuarie până în octombrie 336)
- Sfântul Antonie cel Mare, (251 - 356)
- Sfântul Pahomie Tabenisiotul, (prin 287 - 347)
- Sfântul Atanasie din Alexandria, (prin 295 - prin 373)
- Sfântul Alexandru al Alexandriei, patriarh al Alexandriei, din 313 până în 326
- Arius (v.256 - 336)
- Donat, episcop schismatic din Cartagina (prin 270 - prin 335), fondator al donatismului
- Eusebiu de Nicomidia, episcop arian (? - 341)
- Eusebiu din Cezareea (prin 265 - prin 340)
- Dioclețian, împărat roman din 284 până în 305
- Maximian, împărat roman din 286 până în 305
- Constantius Chlorus, tatăl său, împărat roman din 305 până în 306
- Galerius, împărat roman din 305 până în 311
- Severus, împărat roman din 306 până în 307
- Maxențiu, împărat roman din 306 până în 312
- Maximinus Daia, împărat roman din 309 până în 313
- Licinius, împărat roman din 308 până în 324
- Shapur al II-lea sau Châhpuhr al II-lea, rege sassanid al Persiei (310 - 379)

## Numismatică
- La împlinirea a 1.700 de ani de la promulgarea Edictului de la Milano și cu ocazia sărbătoririi Anului Omagial al Sfinților Împărați Constantin și Elena, Banca Națională a României a pus în circulație, în atenția numismaților, la 20 mai 2013, o monedă de argint, de calitate proof, având valoarea nominală de 10 lei, într-un tiraj total de 500 de exemplare. Titlul aliajului este de 999‰, moneda este rotundă, cu un diametru de 37 mm, iar greutatea ei este de 31,103 g. Cantul monedei este zimțat.[38] Fiecare monedă, ambalată într-o capsulă de metacrilat transparent, este însoțită de un certificat de autenticitate și de o prezentare succintă în limbile română, engleză și franceză a emisiunii numismatice.[38]

## În film
- Împăratul Constantin este unul din personajele principale ale filmului italian In hoc signo vinces, realizat în 1913 de Nino Oxilia.
- Constantin cel Mare este un film italian de Lionello de Felice, ieșit pe ecrane în 1960.